# Yelicones delicatus
Yelicones delicatus är en stekelart som först beskrevs av Ezra Townsend Cresson 1872. Yelicones delicatus ingår i släktet Yelicones, och familjen bracksteklar. Inga underarter finns listade i Catalogue of Life.